# اس‌اس عربی (۱۹۰۸)
اس‌اس عربی (۱۹۰۸) (به انگلیسی: SS Arabic (1908)) یک کشتی بود که طول آن ۶۱۳ فوت (۱۸۷ متر) بود.